# Asepalum eriantherum
Asepalum eriantherum là loài thực vật có hoa thuộc họ Cỏ chổi. Loài này được (Vatke) Marais mô tả khoa học đầu tiên năm 1981.